# Stichomythie
Als Stichomythie (aus altgriechisch stichos„Zeile“ und mythos „Rede“, daher auch Zeilenrede) wird im Drama ein dialogischer Rednerwechsel von Vers zu Vers bezeichnet, bei dem also besonders kurze Sätze rasch aufeinander folgen. Mit Hilfe dieses Stilmittels wird den Zuschauern die Intensität oder Dringlichkeit der Unterredung signalisiert. Eine Steigerung dieses Effekts, bei der sich die einzelne Verszeile auf mehrere Personen verteilt, ist die Antilabe. Ein Dialog in Doppelversen wird Distichomythie, in Halbversen (Hemistichien) Hemistichomythie, genannt. 
Je nach dem Gegenstand der Wechselrede unterscheidet man Überredungs-, Streit-, Anagnorisis-, Gebets-, Beratungs-, Abschieds-, Verhör-, Klage- oder Informations-Stichomythie. Sie fand in der Antike vor allem im griechischen Drama Verwendung, besonders in der Tragödie (König Ödipus von Sophokles), wo längere Passagen von bis zu 100 Versen mit Stichomythie in sämtlichen überlieferten Tragödien erscheinen, weniger in der Komödie des Aristophanes oder Menander, wo Rednerwechsel oft mitten im Vers erfolgen. Im römischen Drama erscheint Stichomythie erst in den Tragödien des Seneca.

In der nachantiken Literatur tritt Stichomythie ebenfalls auf, so bei Shakespeare zum Beispiel in Richard III (IV,4) und Hamlet (III,4) und bei Molière. Im deutschen Drama erscheint die Stichomythie bereits im höfischen Epos (Hartmanns Iwein), als Stichreim im Drama des 15. und 16. Jahrhunderts, zum Beispiel bei Hans Sachs und im Fastnachtsspiel, in Sentenzenform im Barock (Gryphius Papinianus) und in der Klassik in antikisierender Form zum Beispiel in Schillers Braut von Messina (I,5 und III,1). Bei Heinrich von Kleist (Penthesilea) tritt die Stichomythie gegenüber der noch dynamischeren Antilabe zurück.
Ein bekanntes Beispiel der Stichomythie im deutschen Drama ist deren Verwendung in Goethes Iphigenie auf Tauris, zum Beispiel in 4. Aufzug, 2. Auftritt: 
Arkas

Ich melde dieses neue Hindernis

Dem Könige geschwind, beginne du

Das heil’ge Werk nicht eh bis er’s erlaubt.

Iphigenie

Dies ist allein der Priestrin überlassen.

Arkas

Solch seltnen Fall soll auch der König wissen.

Iphigenie

Sein Rat wie sein Befehl verändert nichts.

Arkas

Oft wird der Mächtige zum Schein gefragt.

Iphigenie

Erdringe nicht, was ich versagen sollte.

Arkas

Versage nicht, was gut und nützlich ist.

Iphigenie

Ich gebe nach, wenn du nicht säumen willst.

## Distichomythie
Distichomythie bezeichnet eine aus jeweils zwei Verszeilen, also aus Doppelversen, bestehende Wechselrede.
In folgendem Beispiel aus der Gartenszene in Goethes Faust bewirkt das Wechselreden aus jeweils zwei Verszeilen eine Steigerung der Komik des Dialogs zwischen Mephisto und Marthe. Mephistos Strategie der Ausweichung durch bezugslose Antworten auf Marthes Fragen wird durch die Distichomythie bis zu dem Punkt gesteigert, als Marthe sich selbst gestehen muss, dass Mephisto sie nicht versteht.
Marthe

Die armen Weiber sind doch übel dran.

Ein Hagestolz ist schwerlich zu bekehren.

Mephistopheles:

Es käme nur auf Euresgleichen an, 

Mich eines Bessern zu belehren.

Marthe:

Sagt grad, mein Herr, habt Ihr noch nichts gefunden? 

Hat sich das Herz nicht irgendwo gebunden?

Mephistopheles:

Das Sprichwort sagt: Ein eigner Herd, 

Ein braves Weib sind Gold und Perlen wert.